# Аь
Аь, аь — кириллический диграф, применяемый в ингушской, лакской, ногайской, рутульской, табасаранской, удинской и чеченской письменностях, а также в бежтинском языке и кусурском диалекте аварского языка.

## Использование
В лакской письменность используется для обозначения звука [aˤ].
В ингушской, ногайской, рутульской, табасаранской, удинской и чеченской письменностях используется для обозначения ненапряжённого гласного переднего ряда нижнего подъёма [æ]. Данный звук сходен со звуком, обозначаемым буквой Я в русском языке в словах «мята», «вяз». Данный звук встречается в ингушском и чеченском языках в том числе и в начале слова, что не позволяет использовать для этих целей букву «Я», которая в таких случаях является йотированной парой букве а.
Примеры:
- ед. ч. «аькха» — «зверь»; мн. ч. «оакхарий».
- мн. ч. «аьзнаш» — «голоса»; ед. ч. «аз».

Данное обозначение звука позволяет не выходить за пределы основной кириллицы русского алфавита.
В ингушском и чеченском алфавитах для «Аь» имеется йотированная пара Яь (й+аь).
Данный диграф применяется в системе практической транскрипции тюркских языков («казновица»).